# Кулово (Рязанская область)
Кулово — деревня в Касимовском районе Рязанской области России. Входит в состав Шостьинского сельского поселения.

## География
Деревня находится в северо-восточной части Рязанской области, в зоне хвойно-широколиственных лесов, в пределах Мещёрской низменности, к югу от автодороги 61Н-180, на расстоянии примерно 24 километров (по прямой) к югу от города Касимова, административного центра района. Абсолютная высота — 131 метр над уровнем моря.

### Климат
Климат характеризуется как умеренно континентальный, с тёплым летом и умеренно холодной снежной зимой. Среднегодовая температура воздуха — 3,8 °C. Средняя температура воздуха самого холодного месяца (января) — −11,5 °C (абсолютный минимум — −40 °C); самого тёплого месяца (июля) — 18,8 °C (абсолютный максимум — 38 °C). Безморозный период длится около 135—155 дней. Среднегодовое количество осадков — 616 мм, из которых большая часть (около 397 мм) выпадает в период с апреля по октябрь. Снежный покров держится в течение 120—147 дней.

### Часовой пояс
Деревня Кулово, как и вся Рязанская область, находится в часовой зоне МСК (московское время). Смещение применяемого времени относительно UTC составляет +3:00.

## Население
| 2010 |
| ---- |
| 9    |

### Национальный состав
Согласно результатам переписи 2002 года, в национальной структуре населения русские составляли 87 % из 8 чел.